# رنه فلمینگ
رنِه فلمینگ (به انگلیسی: Renée Fleming) (زاده ۱۴ فوریه ۱۹۵۹) خوانندهٔ مشهور بازه‌ی سوپرانو و اپرا از ایالات متحده آمریکا است. به عقیده بسیاری، در صدای او رنگی از رنج وجود دارد که آن‌را منحصربه‌فرد می‌کند. وی از دانش‌آموختگان مدرسه جولیارد است.
از رنه فلمینگ در محافل هنری با لقب «الهه مغرور» یاد می‌شود.

## جوایز و افتخارات
رنه فلمینگ از دریافت‌کنندگان جایزه گرمی بوده است. وی هم‌چنین از اعضای افتخاری آکادمی سلطنتی موسیقی است.